# قارخون پایین
قارخون پایین (به لاتین: Aşağı Qarxun) منطقه‌ای مسکونی در جمهوری آذربایجان است که در شهرستان یولاخ واقع شده است. قارخون پایین ۱۲۹۱ نفر جمعیت دارد.

## belediyy informasiya sistemiمنابع
- قارخون پایین در سرور تحت شبکه نام‌های جغرافیایی